# Margetshöchheim
Margetshöchheim là một đô thị ở huyện Würzburg bang Bayern, Đức.